# Kaytaks
Els kaytaks
són un poble de Daguestan. Parlen la llengua kaytak. En el cens de 1926 hi havia 14.430 kaytaks ètnics o 14.469 parlants de kaytak com a llengua materna. Poblen deu auls del districte de Kaytak i el sud del districte de Dakhadaev a la vall de l'Ulu-Čay, enmig dels territoris dels dargins i dels tabasarans. La societat de l'usmiat dels kaytaks era complexa amb una jerarquia feudal encapçalada pels begs (prínceps), els čanka i els uzden (camperols lliures) i les classes de no lliures (els camperols čagar sotmesos a servitud, els rayats o servents, i els kul) amb un sistema paral·lel de famílies lliures (tukhum); la societat era endogàmica. Les seves lleis (adat) foren escrites per ordre de l'usmi Rustam Khan al segle XVIII; el text àrab fou traduït al rus el 1868. L'economia tradicional és ramadera. A Barshamai i Čabakhni les dones foren famoses pels seus brodats però ja no es fan. Progressivament els kaytaks estan sent assimilats pels dargins.

## Història
El poble és esmentat per primer cop al segle x, quan s'havia format el principat de Kaytak els sobirans del qual portaven el títol d'usmi o utsmi (el reanomenat «el famós»), i que tenia per centre a Kala Kuraysh (prop de la moderna Kubači); eren tributaris del shamkhal dels kazi kumyks. Al segle xiv es van apoderar d'una part dels territoris dels dargins.
Al final del segle xiv el seu territori fou envaït pels mogols de Tamerlà i van exercir una gran influència; una part de la seva població fou massacrada pels timúrides. Probablement foren després vassalls de l'Horda d'Or però a la caiguda del kanat l'usmiat (o utsmiyat) van esdevenir la principal potència regional de la zona septentrional del Daguestan, amb un territori més extens que els seus territoris actuals, dominant sobre tribus laks, dargins i kumyks del sud. En aquest temps els usmis deien descendir dels governador àrabs establerts al segle viii a Kala Kuraysh, i que havien introduït l'islam a la regió.
Al segle xv es van convertir i al segle xvi eren tots musulmans, sent sunnites del ritu xafiïta. Van conservar la seva hegemonia va durar fins al segle XVIII; el primer príncep conegut dels kaytak portà el nom d'Ahmad Khan (mort vers 1587/1588); abans del 1578 l'usmi dels kaytak es va sotmetre a l'Imperi Otomà però el 1606 els perses van imposar la seva sobirania; el 1638 l'usmi Rustam Khan va abandonar la fidelitat persa i va retornar a ser vassall de Turquia.
A la meitat del segle xvii una part del poble va emigrar al sud de Daguestan dirigits per Husayn Khan i van formar un principat a Saliyan i Kuba. Durant el segle xvii es va produir un renaixement cultural amb presència de molts savis musulmans, renaixement que va seguir al segle xviii, destacant les codificacions d'Umma Khan dels àvars i de Rustam Khan, usmi dels kaytaks.
En el regnat del xa safàvida Sultan Husayn I (1694-1722), Culak Shurkay Khan, que havia fundat un nou principat en territori dels kazi kumyk, s'alià amb l'usmi de Kaytak i al cap religiós i popular Hadjdji Dawud al-Mudarri; Culak va conquerir Shamakhi (1712) i es va sotmetre al sultà otomà.
El 1722 un contingent de 16000 soldats de majoria lesguians, dirigits per l'usmi Sultan Ahmad-Khan II foren derrotats a Utemish i els russos van ocupar Derbent. El tractat de 1724 entre l'Imperi Rus i l'Imperi Otomà va regular la partició del Caucas entre aquests dos estats i el usmi va quedar a la zona d'influència russa. Nàdir-Xah Afxar va recuperar el país per als perses (tractat de 1732 que retornava a Pèrsia tots els territoris al sud del Kura (Geòrgia) i tractat del 1735 que retornava els territoris entre el Kura i el Sulak). Però la població local es va oposar als perses i Nàdir-Xah només va poder dominar de manera efectiva la zona de costa mentre la muntanya va restar independent; fortes lluites es van produir el 1742 i 1744.
Mort Nàdir-Xah (1747) Pèrsia es va enfonsar. L'usmi Amir Hamza va arribar a atacar i saquejar Ardabil, i Rússia va començar a ignorar el tractat de 1735 i va retornar a la zona; el 1774 el rus Gmelin fou mort en territori de l'usmi dels kaytak i Rússia va intervenir enviant un destacament manat per Medem (1775) que va devastar la regió. El 1785 Rússia va nomenar un governador general del Caucas. Un moviment religiós dirigit per Shaykh Mansur i patrocinat per Turquia, no va afectar gaire al país i ni el usmi ni altres prínceps locals li van donar suport. El 1802 el usmi Adil kan va haver d'acceptar el protectorat rus. El tractat de Gulistan del 1813 va suposar la fi del domini persa.
El 1818 tots els prínceps (menys el Xamkhalat de Tarki es van aliar contra l'Imperi Rus. El governador Aleksei Iermolov va poder sufocar la revolta i el títol d'usmi dels Kaytak fou abolit (1819) i nomenat un naib (Amir Hamza), però l'administració directa es va iniciar el 1820 sobre la regió inferior precaspiana. El moviment religiós dels nakhbandiya es va difondre pel Daguestan i el 1830 es va iniciar la revolta al país àvar tant contra el príncep local com contra els russos. Posteriorment la direcció de la revolta la va agafar l'imam Shamil, que fou finalment derrotat en una desigual lluita, i es va rendir el 23 d'agost (6 de setembre) de 1859 al príncep Baryatinskiy, i en endavant els russos van dominar el país. Durant un temps foren restablerts els kans àvars però el kanat fou abolit el 1862. L'usmiat fou suprimit el 1844 però l'usmi va conservar també les muntanyes de fet fins al 1862. Després van seguir altres principats locals; el shamkhalat fou abolit el 1865. Una revolta va esclatar el 1877, durant la guerra contra Turquia, i els rebels van conquerir la fortalesa de Kumukh el 8 (20) de setembre de 1877; l'usmi de Kaytak va recuperar el seu país i el masum de Tabarsaran va fer el mateix. Però el 1878 la revolta fou reprimida.